# Orenburger Kindereisenbahn
| Orenburger Kindereisenbahn                      | Orenburger Kindereisenbahn |
| ----------------------------------------------- | -------------------------- |
| Diesellokomotive TU10-021 mit einem Personenzug |                            |
| Streckenverlauf                                 |                            |
| Streckenlänge:                                  | 5,8 km                     |
| Spurweite:                                      | 750 mm (Schmalspur)        |
|                                                 |                            |

Die Orenburger Kindereisenbahn (russisch Оренбургская детская железная дорога, Orenburgskaja detskaja schelesnaja doroga) ist eine schmalspurige Parkeisenbahn in Orenburg. Die Strecke mit einer Spurweite von 750 Millimetern hat eine Länge von 5,8 Kilometern. Sie hat heute noch drei Stationen. Die Bahn wurde am 26. Juli 1953 als eine der vielen Pioniereisenbahnen in der Sowjetunion eröffnet und ist auch heute noch in Betrieb.

## Geschichte
Die Entscheidung, eine Kinderbahn in Orenburg zu bauen, wurde 1953 getroffen. Zu dieser Zeit (1938–1957) hieß die Stadt noch vorübergehend Tschkalow, zu Ehren des gleichnamigen sowjetischen Piloten Waleri Pawlowitsch Tschkalow und war das Zentrum der Orenburger Eisenbahn (Оренбургская железная дорога). Der Bau begann am 19. Mai 1953 und wurde in 68 Tagen in Rekordgeschwindigkeit beendet. Die offizielle Eröffnung der Orenburger Kindereisenbahn fand am 26. Juli 1953 statt. Der erste Zug bestand aus der Dampflokomotive КB4-017 und fünf vierachsigen Personenwagen vorrevolutionärer Bauart. Auf der fünf Kilometer langen Strecke gab es anfangs drei Bahnhöfe und zwei Haltepunkte. An allen Stationen wurden hölzerne Bahnhofsgebäude und hohe Bahnsteige errichtet. Etwas später wurde die Strecke um achthundert Meter verlängert und die Endstation verlegt. Im Jahr 1957 wurde der Haltepunkt Strand (Пляж) als nutzlose Option geschlossen. 1958 wurden alle Schienenfahrzeuge der Orenburger Kindereisenbahn außer Dienst gestellt. Alte Personenkraftwagen wurden abgebaut und zu Güterwagen umgebaut.

## Schienenfahrzeuge
1958 wurden die Diesellokomotiven TU2-008 und TU2-083 geliefert. 1986 kam die Diesellokomotive TU2-086 dazu. Die Diesellokomotiven TU2-008 und TU2-086 wurden 1999 im Lokomotivdepot Orenburg generalüberholt. Später wurde die Diesellokomotive TU2-083 stillgelegt. Ab 2012 gab es daraufhin nur noch die Lokomotiven TU2-008 und TU2-086. Im Oktober 2013 wurde eine neue Diesellokomotive TU10-021 beschafft. Für den Personentransport gibt es fünf SW-51-Wagen.

## Bahnhöfe und Haltestellen
Die Kindereisenbahn hat vier Stationen, von denen eine geschlossen ist:
- Komsomolskaja (Комсомольская)
- Pionerskaja (Пионерская, geschlossen)
- Dubki (Дубки)
- Kirowskaja (Кировская)

Die Stationen Pionerskaja und Dubki hatten Gleisdreiecke zum Wenden der Dampflokomotiven. Der Hauptbahnhof Komsomolskaja befindet sich im Stadtzentrum  in der Nähe der Fußgängerbrücke über den Fluss Ural. Die Kindereisenbahn verbindet das Stadtzentrum mit einem Naherholungsgebiet, in dem es mehrere Strände und die Kindergesundheitslager Kirow und Dubki.
Nach Umstellung auf Dieseltraktion wurde das Gleisdreieck bei der Station Dubki vollständig abgebaut und das beim Bahnhof Komsomolskaja erst teilweise und später vollständig abgebaut. Im Jahr 2012 wurden die Strecke mit Stahlbetonschwellen und 5 neuem Weichen erneuert.